# Порак
Порак (вірм. Փորակ, азерб. Axarbaxar) — вулкан, розташований на кордоні Вірменії і невизнаної Нагірно-Карабаської Республіки (Азербайджан), на Східно-Севанському хребті. Підніжжя вулкану розташоване на висоті 3000 метрів над  рівнем моря.
Застигла лава поширена навсюбіч від вулкану.

## Історія
Цікавий історичний факт про вулкан Порак пише цар Аргішті I. Згідно з відомостями царя, за часів його правління державою Урарту (786–764 р. до н. е.), виверження вулкана, яке супроводжувалося землетрусом, сприяло завоюванню урартською армією міста Бехора. Внаслідок виверження і землетрусу будівлі та споруди Бехори було зруйновано.

Коли ми вдруге обложили Бехору, сталося виверження вулкана, і за ним землетрус, через що місто значно постраждало. І ми захопили Бехору.
— клинописи царя Аргішті I